# تكبر زمني
التكبر الزمني، هي حجة مفادها أن التفكير أو الفن أو العلم في وقت سابق بطبيعتها أدنى مستوى من تلك الموجودة اليوم، وذلك ببساطة بسبب أولويتها الزمنية أو الاعتقاد بأنه بعد تقدم الحضارة في مناطق معينة كان الناس في الفترات الزمنية السابقة أقل ذكاء. صاغ هذا المصطلح سي. إس. لويس وأوين بارفيلد، وذكره لويس الأول في كتابه عن سيرته الذاتية لعام 1955 «منذهل من المتعة».
كما يشرح بارفيلد، هي الاعتقاد بأنّه «فكرياً، الإنسانية عانت لأجيال لا حصر لها من الأخطاء الأكثر طفولية في جميع أنواع الموضوعات الحاسمة، حتى تم استبدالها ببعض القرائن العلمية البسيطة في القرن الماضي». ظهر الموضوع بينهما عندما تحول بارفيلد إلى الأنثروبولوجيا وكان يسعى لدفع لويس (الذي كان ملحداً في ذلك الوقت) إلى الانضمام إليه. كان أحد اعتراضات لويس هو أن الدين ببساطة عفا عليه الزمن، وفي كتابه «منذهل من المتعة» (الفصل 13، الصفحة 207-208)، يصف كيف يعتبر هذا الأمر مغالطة:
| تكبر زمني | لم يجعلني بارفيلد أبداً عالماً أنثروبولوجياً ، لكن هجماته المضادة دمرت إلى الأبد عنصرين أساسيين في تفكيري. في المقام الأول، قام بعمل قصير لما أسمّيه "تكبّر زمني"، وهو القبول غير النقدي للمناخ الفكري المشترك لعصرنا، والافتراض بأن أي شيء قد انتهى في تاريخ سابق قد مصداقيته. يجب أن تعرف لماذا عفا عليها الزمن. هل تم دحضها؟ (وإذا كان الأمر كذلك، على يد من، وأين وكيف تم بشكل قاطع)، أو هل انتهت كما تنتهي أي الموضات؟ إذا كان الأمر الأخير، فهذا لا يخبرنا بشيء عن صحتها أو خطئها. من هذه الرؤية، يصل المرء إلى إدراك أن عصرنا أيضاً هو مجرّد "فترة"، وبالتأكيد لديه مثل كل الفترات أوهامه المميزة الخاصة به. من المرجّح أن تكمن تلك الافتراضات واسعة الانتشار المتأصلة في العصر بحيث لا يجرؤ أحد على مهاجمتها، أو يشعر بضرورة الدفاع عنها. | تكبر زمني |

يعد الاستخدام العام لكلمة «القرون الوسطى» (medieval)، مظهراً من مظاهر التكبر الزمني بمعنى أنه عصر متخلف.